# 快速阅读

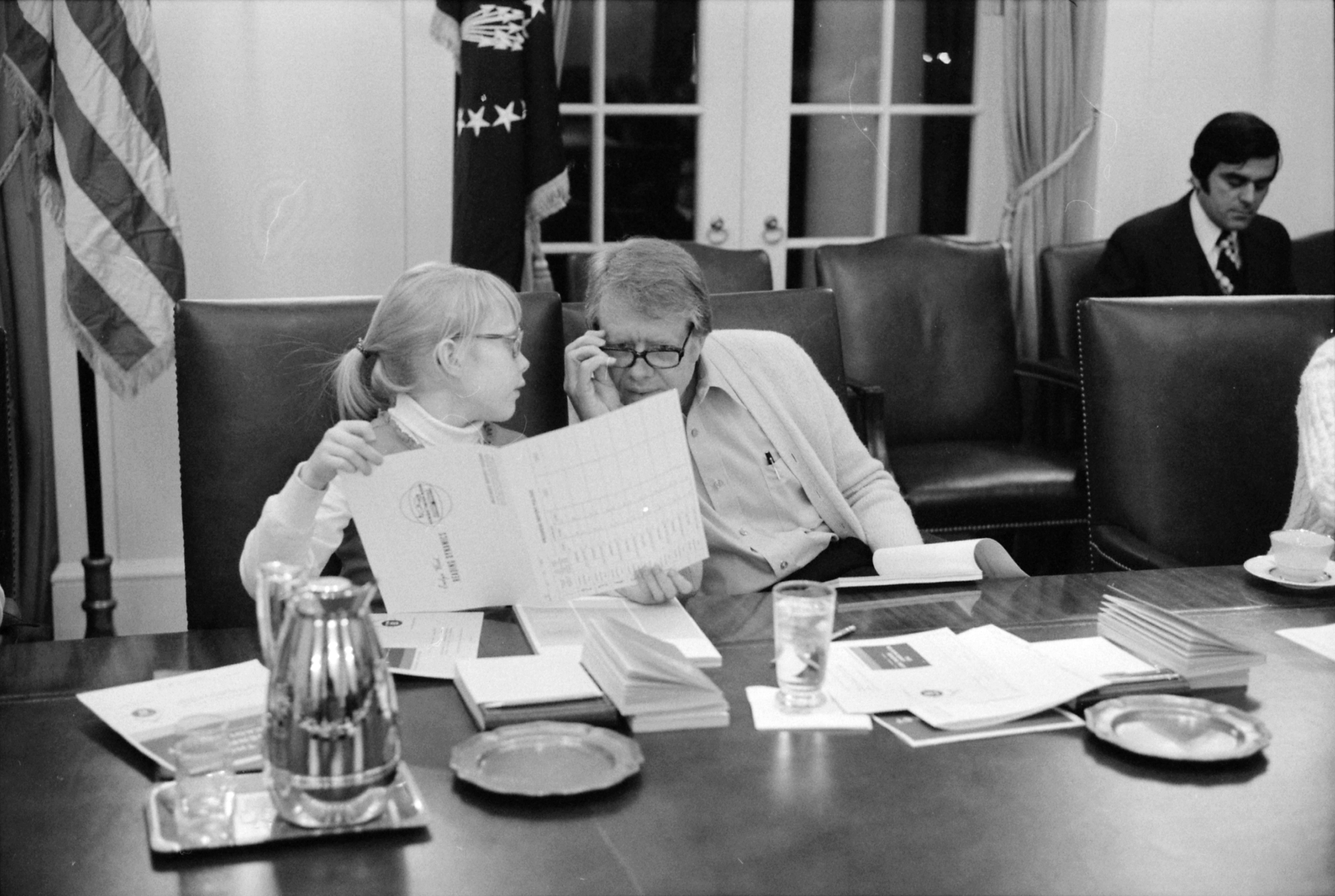
Jimmy Carter and his daughter Amy participate in a speed reading course.

快速阅读是一种用于提高快速阅读能力的技术，常用手段包括分块阅读和避免默读。在书籍、视频、软件和研讨会中有许多实用的快速阅读训练计划。

## 历史
研究视力的心理学家和教育专家在使用速视器的实验中发现，即使是普通人，通过训练也能识别在屏幕上只持续2毫秒（五百分之一秒）的图像。虽然其实验中的图像是飞机而非文字，该项结果对快速阅读仍有参考价值。
直到20世纪50年代末，方便可靠的便携设备才发展为一种提高阅读速度的工具。研究者是一位名叫Evelyn Wood的老师。她致力于了解一些人天生阅读速度快的原因，同时尝试强迫她自己快速阅读。在1958年的一天， Wood失望地丢下一本书时，不经意间用手扫过了某一页文字。她发现她的手在文字上扫过的动作能引起眼睛的注意，从而有助于更顺畅地扫视文章。随后她用手来控制阅读节奏。Wood首先在犹他大学教授她的方法，然后于1959年在华盛顿特区将其以"Evelyn Wood动态阅读法"的名称传授给公众。

## 方法

### 略读
略读是快速阅读的过程，它强调通过扫视全文来寻找有助于理解文意的句子。这对一些人来说是自然的事情，但对其他人往往是通过练习掌握的。一般说来，成年人运用略读的情形比儿童更常见。相比于每分钟能看200~230个单词的正常理解性阅读，略读的速度可以达到每分钟700个以上，然而也相应地影响了理解能力；对于信息丰富的阅读材料采用略读就尤其不利于理解了。
读者在浏览互联网信息时，经常采取另一种形式的略读。这包括跳过不感兴趣或不相关的文本。这种选择性阅读并不是新式方法。

### 视觉引导[Meta guiding]
视觉引导强调用手指或笔等能充当指针的器物指引眼睛来更快地浏览文本。(翻译至此)|| 它涉及到看不见的形状的绘图页上的文本为速读扩大视觉广度。例如，在一个快速阅读研讨会的观众将客户指示，用手指或笔在一个网页上使这些形状和说，这将加快他们的视觉皮层，提高他们的视觉跨度要在全行，甚至将信息转化为潜意识供以后检索。它也被称为降低默读，从而加快阅读。虽然这鼓励眼睛浏览文字，它减少了理解和记忆，并导致丢失的文本的重要细节。重点查看每一个词，尽管是短暂的，是这一方法的有效性要求。

## 商业快速阅读程序
快速阅读程序都可以通过课程，无论在个人或基于软件的，和手册。而成人的平均阅读速度是每分钟250字和70%的理解，快速阅读课程通常要求改进，每分钟500个字以上的同时保持或提高阅读理解能力是可能的。
的各种快速阅读课程之间的差异，有一点是关于默读断言。有些课程要求阅读速度的主要障碍是任何形式的默读。虽然没有默读可能得不到提高阅读速度，它的存在可能妨碍高速。这些语句同样有效，因为没有证据表明不默读可以提高阅读或甚至愿意改变。其他课程声称默读可以用关键词为了加快学习和阅读。
快速阅读的书和课程采取各种方法来阅读理解的概念。一些书和课程要求有很好的理解是阅读速度和理解的本质，将与阅读速度的提高。特殊的非标准化的阅读理解的问卷调查是为了说服读者的程序的影响。一些课程的建议，而理解是重要的，它不应该被测量或促进。快速阅读课程方面声称，文本并不是所有的信息需要被阅读。有些人声称，快速阅读包括跳跃文本（如已在研究上，而其他略读测量）快速阅读者[谁？]声称所有的文本处理，但有一些或大部分成为潜意识的处理。同样，有些课程要求的文本应连续处理，而其他人说，信息应该在更随意的或临时的方式进行处理

### 快速阅读程序和标准化测试
阅读速度可以在时间管理方面有效的高风险考试（SAT，GRE，GMAT，LSAT，SSAT，等。）等一些公司测试准备纽约融入他们的考试准备课程，并要求他们的学生提高他们的速度高达400%的速度提高，在口语部分的13%分改进的平均

### 阅读动态
阅读是阅读速度的动力学系统的伊夫林Wood教授。它是由美国总统约翰F甘乃迪[引文认可需要]和其他著名人物[谁？]作为记忆信息从字每分钟看成千上万的手段。
在移动手在页面上以保持对词眼聚焦系统中心。最喜欢的速度阅读系统，它也表明，试图抑制subvocalisation或“自言自语”的本能，而不是着眼于词的意思不被需要的音节发音时间有限的精神。

## 脚注
1. 1 2  Edward C. Godnig, O.D.  (PDF). Journal of Behavioral Optometry. 2003, 14 (2): 40  [April 13, 2012]. （原始内容存档 (PDF)于2021-03-22）.
2. ↑  Edward C. Godnig, O.D.  (PDF). Journal of Behavioral Optometry. 2003, 14 (2): 40  [April 13, 2012]. （原始内容存档 (PDF)于2021-03-22）.
3. ↑  Carver, R.P-Prof (1990) Reading Rate: A Comprehensive Review of Research and Theory.
4. ↑  Abela (2004) Black Art of Speed Reading lecture notes （页面存档备份，存于）